# Poul Thisted Knudsen
Poul Birger Thisted Knudsen, född 4 april 1904 i Vinderød, död 30 maj 1974 i Ringsted, var en dansk jurist och politiker (Venstre). Han var landstingsledamot 1939-1945 och folketingsledamot 1945-1966. Han var far till journalisten Karen Thisted.
Poul Thisted Knudsen var son till trädgårdsförsäljaren Hans Henrik Knudsen (1871-1936) och Martha Theodora Thisted (1871-1956). Han tog realexamen från Frederiksborg statsskole 1923 och juristexamen från Köpenhamns universitet 1932. Han var därefter advokatfullmäktig i Frederiksværk och Maribo innan han flyttade till Ringsted 1935 för att arbeta som advokat. Han blev advokat vid Østre Landsret 1947 (da: landsretssagfører) samt auktionsledare 1948. I samband med att han bosatte sig i Ringsted började han engagera sig partiet Venstre. Han var vice ordförande av Venstres Ungdom (1935-1937) samt förbundsordförande (1937-1939). Han blev invald i Landstinget 1939, den danska riksdagens första kammare, och i Ringsteds byråd 1943. I den senare innehade mandatet till sin död 1974 och var dessutom kommunens borgmästare från 1965. Han blev invald i Folketinget 1945 för Ruds-Vedbys valkrets och innehade detta mandat till 1966. Han var även ledamot i Vestsjællands amtsråd (1970-1974, Danmarks motsvarighet till Sveriges landsting). I Folketinget intog han en mer undanskymd roll än i byrådet.
Poul Thisted Knudsen utmärkte sig för sin frispråkighet, även när den bröt mot partilinjen eller andra överenskommelser. Han rönte stor uppmärksamhet då han ledde en proteströrelse mot myndigheternas planer på exploatering av ett antal sjöar i mellersta Själland, som skulle användas som Hovedstadsområdets vattenreservoarer. Hans kritik av TV väckte också uppmärksamhet. Han var styrelseledamot av Ringsted Folketidende från 1940 (från 1965 som styrelseordförande) och representant för Ringsted bank från 1950.

## Utmärkelser
- Riddare av Dannebrogorden,  1964[1]

[Redigera Wikidata]